# Astathes episcopalis
Astathes episcopalis là một loài bọ cánh cứng trong họ Cerambycidae.